# 矢島慎也
矢島慎也（1994年1月18日—），日本足球運動員，司職中場，現效力日職球隊大阪飛腳。

## 俱樂部生涯
矢岛慎也出自浦和红钻青训，此前曾2个赛季被外租至冈山绿雉，表现出色，在组织之外还展现出了不错的前插得分能力。本赛季重返浦和后，日职联赛出战11场(首发7场)贡献1粒进球。球员本人为寻求更多比赛机会，最终决定转投大阪飞脚。
日职联赛球队大阪飞脚官方宣布，球队中场矢岛慎也将以租借身份去到球队仙台维加泰效力，租期为半个赛季。
大阪飞脚23日宣布租借至仙台维加泰的中场球员矢岛慎也下赛季将重返球队。

## 國家隊生涯
2016年里约奥运会男足小组赛B组第3轮的比赛中，日本国奥1-0战胜瑞典国奥。第64分钟，矢岛慎也抢点破门，为日本国奥队首开记录。最终在90分钟比赛中，日本国奥队1-0战胜瑞典国奥队。

## 外部連結
- 矢島慎也 – FIFA國際賽競賽紀錄 (存檔)
- 日本職業足球聯賽中的矢島慎也 （日語）